# Calamus leptospadix
Calamus leptospadix là loài thực vật có hoa thuộc họ Arecaceae. Loài này được Griff. mô tả khoa học đầu tiên năm 1845.